# Shauna Coxsey
Shauna Coxsey (* 27. ledna 1993 Runcorn, Cheshire) je britská reprezentantka ve sportovním lezení, vítězka mezinárodních boulderingových závodů Melloblocco a světového poháru v boulderingu, mistryně Velké Británie v lezení na obtížnost i v boulderingu.

## Výkony a ocenění
- první britská bouldristka, která přelezla bouldry v obtížnosti V12, V13 a V14 britské boulderingové klasifikace
- 2016: Řád britského impéria[1]
- 2017: podruhé vyhrála v celkovém hodnocení světového poháru v boulderingu

### Bouldering
- 2014: New Base Line, 8B+/V14, Magic Wood, Švýcarsko (Bernd Zangerl 2002) — první ženský přelez

### Závodní výsledky
| Melloblocco | Melloblocco |
| Rok         | 2012        |
| ----------- | ----------- |
| Bouldering  | 1           |

| Mistrovství světa | Mistrovství světa | Mistrovství světa | Mistrovství světa |
| Rok               | 2011              | 2014              | 2019              |
| ----------------- | ----------------- | ----------------- | ----------------- |
| Obtížnost         |                   |                   |                   |
| Rychlost          |                   |                   |                   |
| Bouldering        | 16                | 4                 | 3                 |
| Kombinace         |                   |                   | 3                 |

| Světový pohár         | Světový pohár | Světový pohár | Světový pohár    | Světový pohár | Světový pohár | Světový pohár | Světový pohár | Světový pohár  |
| Rok                   | 2011          | 2012          | 2013             | 2014          | 2015          | 2016          | 2017          | 2018           |
| --------------------- | ------------- | ------------- | ---------------- | ------------- | ------------- | ------------- | ------------- | -------------- |
| Bouldering            | 19            | 3             | 4                | 2             | 2             | 1             | 1             | 9              |
| jednotlivě* (11/11/6) | 4,8,          | , · 4,,4      | ,4,4,10, · ,4,,5 | 5,,5,, · ,    | , · ,,9       | ,,9, · ,      | , · 4,,       | -,7,9, -,-,6,6 |

* poznámka: nalevo jsou poslední závody v roce
| Mistrovství Evropy | Mistrovství Evropy | Mistrovství Evropy |
| Rok                | 2013               | 2017               |
| ------------------ | ------------------ | ------------------ |
| Bouldering         | 7                  | 4                  |

| Mistrovství Velké Británie | Mistrovství Velké Británie | Mistrovství Velké Británie | Mistrovství Velké Británie | Mistrovství Velké Británie |
| Rok                        | 2012                       | 2013                       | 2015                       | 2016                       |
| -------------------------- | -------------------------- | -------------------------- | -------------------------- | -------------------------- |
| obtížnost                  | 1                          |                            |                            |                            |
| Bouldering                 | 1                          | 1                          | 1                          | 1                          |

| Mistrovství světa juniorů | Mistrovství světa juniorů | Mistrovství světa juniorů |
| Rok                       | 2008 kat. B               | 2009 kat. A               |
| ------------------------- | ------------------------- | ------------------------- |
| obtížnost                 | 9                         | 19                        |

| Evropský pohár juniorů | Evropský pohár juniorů | Evropský pohár juniorů | Evropský pohár juniorů |
| Rok                    | 2007 kat. B            | 2008 kat. B            | 2009 kat. A            |
| ---------------------- | ---------------------- | ---------------------- | ---------------------- |
| obtížnost              | x                      | x                      | x                      |
| jednotlivě*            | 5,13                   | 8,9,12,6,              | 7,4,5,10               |

* poznámka: nalevo jsou poslední závody v roce